# M! Games
M! Games (bis 2008: MAN!AC) ist eine seit 1993 monatlich erscheinende deutschsprachige Videospiel-Zeitschrift. Herausgeber ist die Cybermedia Verlagsgesellschaft mit Sitz in Mering bei Augsburg. M! Games spezialisiert sich nicht auf ein bestimmtes Videospiel-System, sondern testet und berichtet über Spiele für alle gängigen Plattformen. Das Heft gehört zu den langlebigsten deutschsprachigen Spielepublikationen.

## Geschichte

Ursprüngliches Logo der MAN!AC

M! Games erschien erstmals im Jahr 1993 und kam damals unter dem Namen MAN!AC auf den Markt. Sie ist damit die älteste noch am Markt befindliche Multiformat-Videospiel-Zeitschrift im deutschsprachigen Raum. Die Gründungsredaktion bestand damals aus Winnie Forster und Martin Gaksch, die zusammen den Chefredakteursposten begleiteten, sowie Andreas Knauf und Ingo Zaborowski. Alle vier hatten zuvor beim Markt+Technik Verlag in Haar bei München für Video Games und Power Play gearbeitet. Die Redaktion wuchs schnell an, im Laufe der Jahre konnten unter anderem Heinrich Lenhardt, Robert Bannert, Stephan Freundorfer und Colin Gäbel als Autoren gewonnen werden.
Im Laufe der Jahre erfuhr MAN!AC immer wieder Überarbeitungen, die sich im Wesentlichen auf das Layout auswirkten. Nach 180 Ausgaben erfolgte zum 15-jährigen Jubiläum des Heftes mit Ausgabe 181 (Oktober 2008) eine Umbenennung in M! Games. Die unter Lesern nicht unumstrittene Umbenennung ging mit tiefer gehenden Veränderungen einher. Damit sollte, laut eigenen Angaben, in Zeiten immer bedeutender werdenden Internets, das „langlebigste Videospiele-Magazin Deutschlands“ als Printmedium zukunftssicher bleiben. Neben einem vergrößerten Umfang wurde das Magazin ab diesem Zeitpunkt auf Hochglanzpapier gedruckt und erschien in Klebebindung statt geheftet. M! Games soll, so die Redaktion, zudem „mehr Wert auf exklusive Reportagen, gut recherchierte Artikel, Hintergrundberichte, sowie Retro-Berichte legen“. Für die Internetpräsenz, die ebenfalls stark überarbeitet wurde, wird weiterhin die Adresse maniac.de verwendet.
Von Ausgabe 134 (Dezember 2004) bis Ausgabe 180 (September 2008) lag jeder Ausgabe eine DVD bei, auf der sich neben Trailern, Vorschauen und Tests von Videospielen auch ein als anyMAN!AC bezeichneter selbstproduzierter Kurzfilm befand. 

Nach einem Altersnachweis konnte die Zeitschrift im Abonnement zudem in einer „ab 18“-Version bezogen werden, wobei sich dies nur auf die DVD, die durch entsprechende Trailer, Berichte und Tests erweitert wurde, auswirkte. Das Heft selbst war in beiden Varianten identisch. Da eine DVD nach Ansicht der Redaktion kein exklusives Ausstattungselement eines Heftes mehr darstellte, liegt seit Ausgabe 11/2008 keine DVD mehr bei.

## Inhalt
Inhalte des Magazins sind Neuigkeiten aus der Welt der Videospiele, Vorschauen, Tests neu erschienener Spiele, Tests von in Deutschland nicht erhältlichen Importspielen, Berichte über Spielkonsolen, technische Themen, Hintergrundreportagen und Leserbriefe.
Im Magazin gab es einen optisch herausgehobenen Abschnitt mit dem Titel MAN!AC-Extended. In diesem Heft-im-Heft, das als Hintergrundmagazin diente, wurden unter anderem traditionelle Videospielserien und deren Macher vorgestellt, Gespräche geführt, gelegentlich ein Blick hinter die Kulissen geworfen. Auch Überblicke zu Fanartikeln großer Serien wie Metal Gear oder Resident Evil gehörten dazu. Mit dem Übergang zu M! Games wurde der separate Extended-Teil in die Ausgabe integriert.
Seit 1994 wird einmal jährlich (meist zu Jahresbeginn) ein Register sämtlicher Beiträge und Spieletests mit Wertung des vergangenen Jahres abgedruckt. Die Jahresinhalte der letzten vier Jahre (2008 bis 2011) sind auch digital abrufbar.

### Testberichte
Von Beginn an bewertete MAN!AC in Spieletests mit dem im deutschsprachigen Raum bei Video- und Computerspielzeitschriften verbreiteten Prozentsystem. Die Testberichte des Abschnitts „Spiele-Tests“ sind zentrales Element der Zeitschrift und sind in „PAL-Tests“ und „Import-Tests“ gegliedert. Sämtliche Wertungen ab der Erstausgabe 1993 sind in der MAN!AC-Testberichte-Datenbank einsehbar, ab der M! Games-Erstausgabe sind für alle getesteten Spiele komplette Testberichte mit Screenshots verfügbar. Auf Spieletipps.de waren die Testergebnisse mit Fazit ab Ausgabe 9/2003 einsehbar bis die Wertungen sämtlicher Zeitschriften im Jahr 2011 entfernt wurden.

### Höchstwertungen
Wertungen jenseits der 90-Prozent-Grenze wurden bisher nur an Spiele-Meilensteine vergeben. Die höchste jemals erzielte Wertung wurde im Jahre 1997 an die NTSC-Version von Super Mario 64 vergeben. Des Weiteren wurde auf diesen Bewertungen auch alljährlich eine Spiele des Jahres-Tabelle erstellt, dessen Spiele dort dementsprechend nochmals kurz vorgestellt wurden.
| Wertung | Titel                                     | Ausgabe | System       | Anmerkungen                                         |
| ------- | ----------------------------------------- | ------- | ------------ | --------------------------------------------------- |
| 95 %    | Super Metroid                             | 1994-07 | SNES         | [ 5 ]                                               |
| 94 %    | Super Street Fighter II                   | 1994-09 | MD/SNES      | [ 6 ]                                               |
| 95 %    | Super Street Fighter 2 Turbo              | 1995-02 | 3DO          | [ 7 ]                                               |
| 95 %    | Super Mario World 2: Yoshi’s Island       | 1995-10 | SNES         | [ 8 ]                                               |
| 96 %    | Super Mario 64                            | 1997-04 | N64          | PAL-Version (aufgrund der langsameren Bildfrequenz) |
| 97 %    | Super Mario 64                            | 1996-08 | N64          | NTSC-Versionen (USA, Japan)                         |
| 95 %    | The Legend of Zelda: Ocarina of Time      | 1999-01 | N64          | [ 11 ]                                              |
| 94 %    | Conker’s Bad Fur Day                      | 2001-05 | N64          | [ 12 ]                                              |
| 94 %    | Metroid Prime                             | 2003-04 | NGC          | [ 13 ]                                              |
| 94 %    | The Legend of Zelda: A Link to the Past   | 2003-04 | GBA          | [ 14 ]                                              |
| 94 %    | The Legend of Zelda: The Wind Waker       | 2003-06 | NGC          | [ 15 ]                                              |
| 94 %    | Grand Theft Auto: San Andreas             | 2005-01 | PS2          | [ 16 ]                                              |
| 94 %    | Metroid Prime 2: Echoes                   | 2005-01 | NGC          | [ 17 ]                                              |
| 94 %    | Gran Turismo 4                            | 2005-04 | PS2          | [ 18 ]                                              |
| 94 %    | Grand Theft Auto: San Andreas             | 2005-08 | Xbox         | [ 19 ]                                              |
| 96 %    | The Legend of Zelda: Twilight Princess    | 2007-01 | Wii          | [ 20 ]                                              |
| 96 %    | The Legend of Zelda: Twilight Princess    | 2007-03 | NGC          | [ 21 ]                                              |
| 94 %    | The Orange Box                            | 2007-11 | 360          | [ 22 ]                                              |
| 94 %    | Metal Gear Solid 4: Guns of the Patriots  | 2008-07 | PS3          | [ 23 ]                                              |
| 94 %    | Metal Gear Solid: Peace Walker            | 2010-07 | PSP          | [ 24 ]                                              |
| 93 %    | The Last of Us                            | 2013-07 | PS3          | [ 25 ]                                              |
| 95 %    | The Legend of Zelda: Skyward Sword        | 2011-13 | Wii          | [ 26 ]                                              |
| 95 %    | The Legend of Zelda: Breath of the Wild   | 2017-04 | Switch/Wii U | [ 27 ]                                              |
| 94 %    | Super Mario Odyssey                       | 2017-12 | Switch       | [ 28 ]                                              |
| 95 %    | God of War (2018)                         | 2018-05 | PS4          | [ 29 ]                                              |
| 94 %    | The Last of Us Part II                    | 2020-07 | PS4          | [ 30 ]                                              |
| 96 %    | Elden Ring                                | 2022-04 | PS5/XSX      | [ 31 ]                                              |
| 95 %    | The Legend of Zelda: Tears of the Kingdom | 2023-06 | Switch       | [ 32 ]                                              |

## Layout
Das Layout der Heftcover der MAN!AC, damals noch an eine jüngere Zielgruppe gerichtet, unterscheidet sich markant von jenem der M! Games. Seit der Umstellung auf M! Games existiert eine Kiosk-Edition und eine Abonnenten-Ausgabe des Hefts. Die Abo-Version unterscheidet sich durch ein spezielles Cover, das außer dem M!-Logo keinerlei Text enthält, dafür aber ein großes Artwork zeigt. Die Abonnenten-Version von Ausgabe 242 verwendete anlässlich des 20-jährigen Jubiläums der M! Games als Covermotiv die Original-Titelseite der Erstausgabe von 1993.

## Digitale Version
Sämtliche MAN!AC-Ausgaben von 2002 bis 2007 (ausgenommen 3/2002) waren für Abonnenten im PDF-Format auf der Maniac-Website verfügbar. Mit einem Umbau der Webpräsenz wurde dieses Angebot 2008 eingestellt. Die Möglichkeit eines PDF-Archivs wurde im offiziellen Forum diskutiert. Derzeit sind vier historische Ausgaben als PDF-Datei erhältlich: die Erstausgabe vom November 1993, die 100. Ausgabe (Februar 2002), die letzte MAN!AC-Ausgabe (Oktober 2008) und die erste M!Games-Ausgabe (November 2008).
Alle Ausgaben ab 205 (11/2010) sind über die entsprechenden iOS- und Android-Apps zugänglich, Ausgabe 201 (7/2010) liegt zusätzlich bei.